# نووگئورگیفکا (شهرستان تاروموفسکی، داغستان)
نووگئورگیفکا (به لاتین: Novogeorgiyevka) یک منطقهٔ مسکونی در روسیه است که در داغستان واقع شده‌است.